# Luísa da Prússia
Luísa Maria Isabel da Prússia (em alemão:   Luise Marie Elisabeth von Preußen; Berlim, 3 de dezembro de 1838 — Berlim, 23 de abril de 1923) foi uma princesa da Prússia. Era a irmã mais nova do imperador Frederico III da Alemanha e tia do imperador Guilherme II da Alemanha. Luísa era sete anos mais nova que o seu irmão e apenas dois anos mais velha do que sua cunhada, Vitória do Reino Unido.

## Família
Luísa era a filha mais nova do kaiser Guilherme I da Alemanha e da princesa Augusta de Saxe-Weimar-Eisenach. Os seus avós paternos eram o rei Frederico Guilherme III da Prússia e a duquesa Luísa de Mecklemburgo-Strelitz. Os seus avós maternos eram o grão-duque Carlos Frederico, Grão-Duque de Saxe-Weimar-Eisenach e a grã-duquesa Maria Pavlovna da Rússia. Uma das suas tias paternas era a imperatriz Alexandra Feodorovna da Rússia.

## Princesa da Prússia

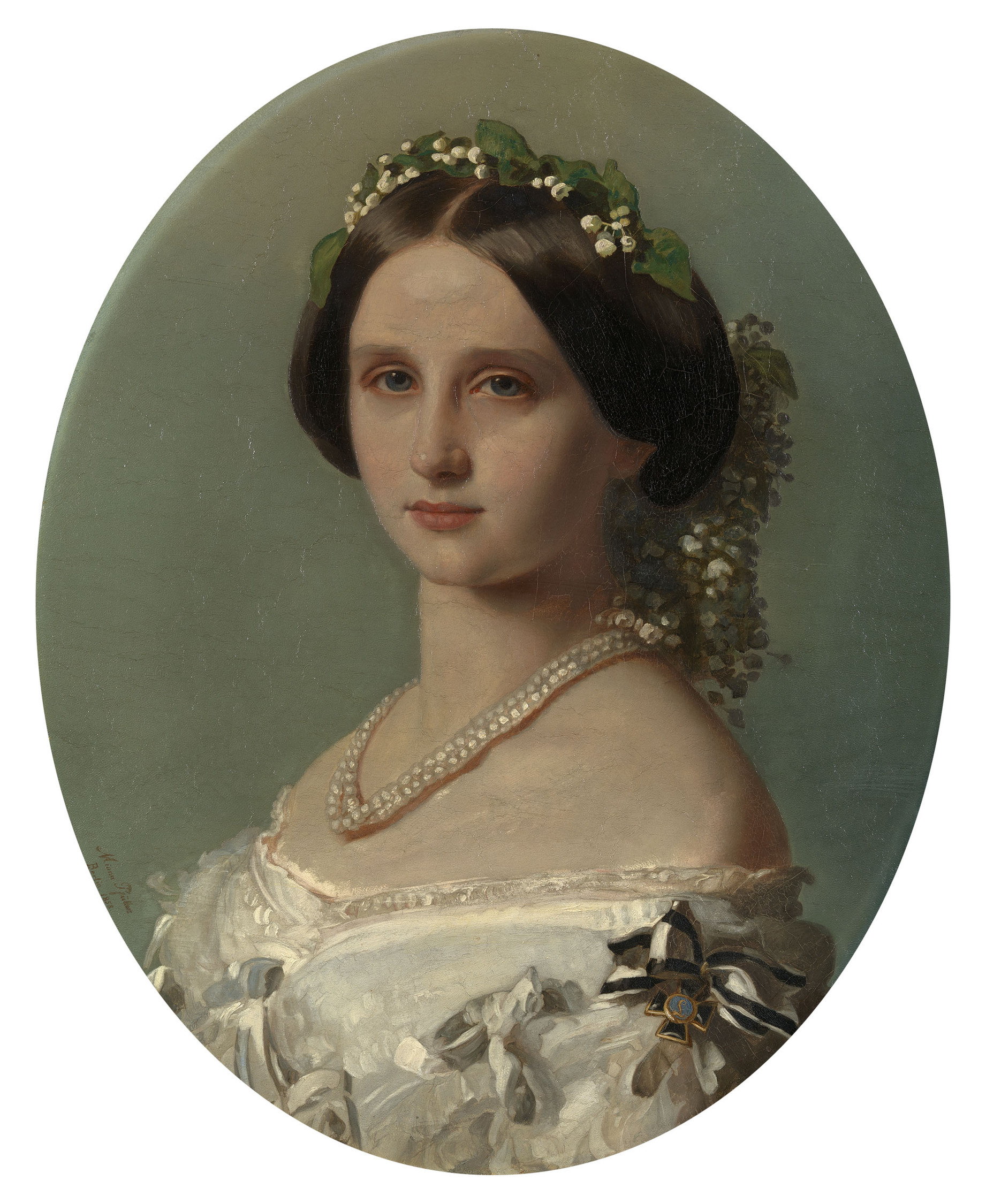
Luísa da Prússia
Minna Pfüller, 1858. Na Royal Collection

Quando Luísa nasceu, os seus pais já estavam afastados e mal se falavam. Apesar de ter apenas mais um irmão sete anos mais velho, quando nasceu a sua mãe afirmou que já tinha cumprido o seu dever de continuar a dinastia Hohenzollern e, por isso, não teve mais filhos.
Apesar de dar pouca atenção ao seu filho Frederico, Guilherme adorava a sua filha, fazendo visitas surpresa à sua sala de aulas onde acabava por brincar com ela no chão. Contudo, Luísa não era muito chegada à sua mãe e a presença de Augusta intimidava-a. Segunda uma história da época, quando Augusta se cruzava com a filha, Luísa "erguia-se involuntariamente para a sua altura máxima e sentava-se muito direita e constrangida como se estivesse a posar para um retrato enquanto tremia de medo por dentro, temendo de que as suas respostas às perguntas da mãe não estivessem correctas".

## Grã-Duquesa de Baden

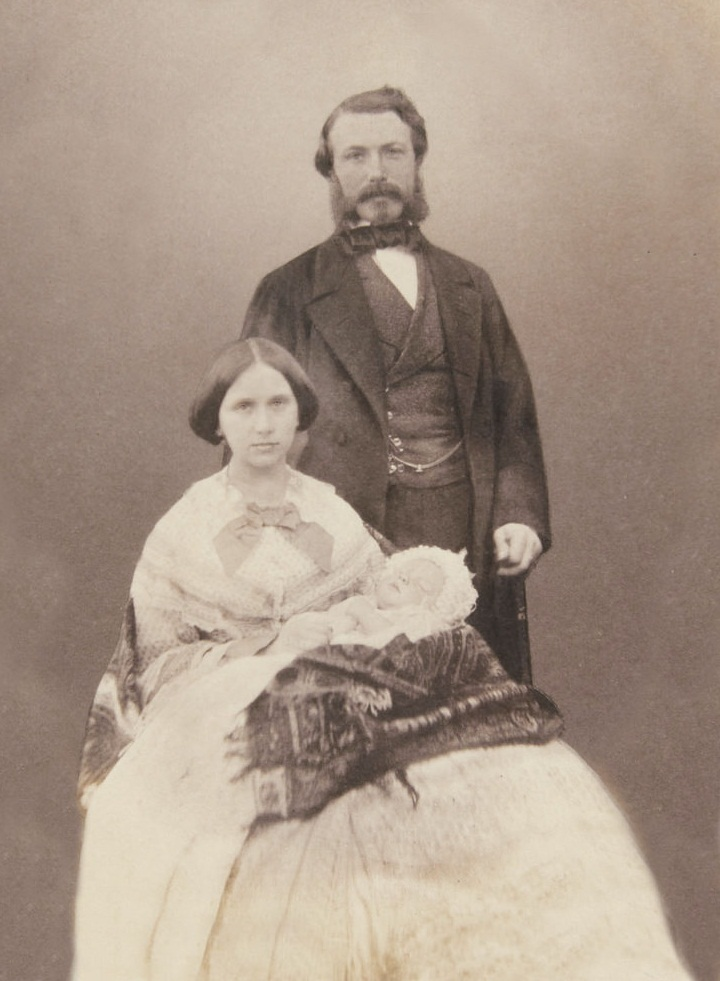
Luísa com o marido Frederico e o filho com o mesmo nome

Luísa ficou noiva do príncipe-regente Frederico de Baden em 1854 e casou com ele no dia 20 de setembro de 1856 no Novo Palácio de Potsdam. Frederico era regente do seu irmão mais velho, que tinha sido considerado louco, e foi proclamado grão-duque de Baden quando os médicos declararam que não havia hipóteses de melhora do seu estado.
Como Luísa era a única filha do rei da Prússia, o casamento fez com que o Grão-Ducado de Baden ganhasse muita importância, principalmente quando foi criado o Império Alemão.
Poucas semanas depois do casamento, Luísa já estava grávida do seu primeiro filho, o futuro grão-duque Frederico II de Baden. Luísa era uma mãe e esposa feliz, escrevendo a uma amiga que "desde que nos vimos pela última vez, a minha vida tornou-se mais bonita, mais preciosa, a minha felicidade é muito mais rica e profunda do que antes".
Luísa e Frederico não gostavam da severidade da Corte de Karlsruhe e trocaram-na de boa vontade pelo seu castelo na Ilha Mainau. O casal era muito popular em Baden e os residentes de Constança, onde tinham uma casa de férias, falavam dos seus grão-duques com muito afecto e orgulho.

### Anos posteriores
Luísa era uma grande amiga da grã-duquesa Alice de Hesse e Reno, irmã mais nova da sua cunhada, e as duas visitavam-se com frequência.
Em cartas para a sua cunhada Vitória, o casal de Baden era sempre referido com prazer e simpatia e eram tratados pelos bons Fritz e Luísa de Baden. Apesar de serem grandes amigas desde crianças, Luísa e Vitória começaram a ter uma "rivalidade pouco simpática" depois de casadas, principalmente quando comparavam os seus filhos: enquanto o filho mais velho de Vitória, o príncipe-herdeiro Guilherme, nasceu com um braço deformado, parecia que Luísa não resistia a vangloriar os seus três filhos por serem mais saudáveis e mais crescidos quando tinham a mesma idade dos de Vitória. Apesar de tudo, Luísa gostava muito do seu sobrinho mais velho e Vitória escrevia à sua mãe dizendo-lhe que Luísa "o mimava demasiado". A grã-duquesa defendia muitas vezes o seu sobrinho contra os pais dele e a sua relação chegada iria continuar mesmo depois de Guilherme se tornar adulto. O futuro kaiser escreveu nas suas memórias que Luísa "possuía conhecimentos políticos consideráveis e tinha um grande talento para a organização, compreendendo perfeitamente como se punha um homem no seu lugar e como tirar partido das suas capacidades para o beneficio do governo". Acrescentou ainda que a sua tia "aprendeu de forma admirável a combinar o seu elemento prussiano com o caráter de Baden, tornando-se numa princesa soberana modelo."
A relação de Luísa e Vitória tornou-se ainda mais distante quando a primeira quis casar o seu filho mais velho com uma das sobrinhas de Vitória, a princesa Isabel de Hesse e Reno, um plano que também era ambicionado pela princesa-herdeira da Alemanha. Isabel acabou por se casar com o grão-duque Sérgio Alexandrovich da Rússia.
A Guerra Austro-Prussiana casou tensões entre o Grão-Ducado de Baden e o Reino da Prússia, visto que os primeiros, apesar das suas relações familiares próximas com a Prússia, escolheram apoiar o Império Austríaco. Como Luísa era filha de um rei prussiano, Baden foi um dos poucos estados alemães do lado austríaco que não foi forçado a pagar indemnizações avultadas à Prússia. Contudo, o chanceler fortemente anti-cristão do seu pai, Otto von Bismarck, não gostava de Baden por este ser um dos mais importantes estados católicos alemães e via a religião como uma ameaça à estabilidade do novo Império Alemão. Suspeitando da influência que Luísa tinha junto do seu pai, Bismarck fez os possíveis para impedir que o pedido da grã-duquesa para poupar os católicos da Alsácia não fosse cumprido.

### Actividades filantrópicas
Devido ao seu estatuto de grã-duquesa, Luísa envolvia-se muito nas organizações de caridade do ducado, principalmente nas que estavam mais direccionadas para as mulheres. Ajudou a criar uma obra de caridade para mulheres chamada Baden Frauenverein, cuja principal actividade era oferecer cuidados médicos e casas a crianças. Com o apoio da associação de mulheres, Luísa criou a primeira escola de trabalhos domésticos de Baden em Karlsruhe, cumprindo o objectivo de Theodor Gottlieb von Hippel de treinar as mulheres para trabalhos domésticos.
Luísa escrevia regularmente a Florence Nightingale, que considerava que as cartas da grã-duquesa podiam ter sido escritas por "qualquer administrador da Guerra da Crimeia". A grã-duquesa também era uma grande amiga de Clara Barton, que tinha conhecido durante a Guerra Franco-Prussiana. As duas organizaram hospitais militares e ajudaram a criar fábricas de coser para mulheres para ajudar no esforço de guerra. Barton recebeu a Cruz de Ferro pelo seu trabalho graças a um pedido feito por Luísa ao seu recém-coroado sobrinho Guilherme II da Alemanha.

## Viuvez

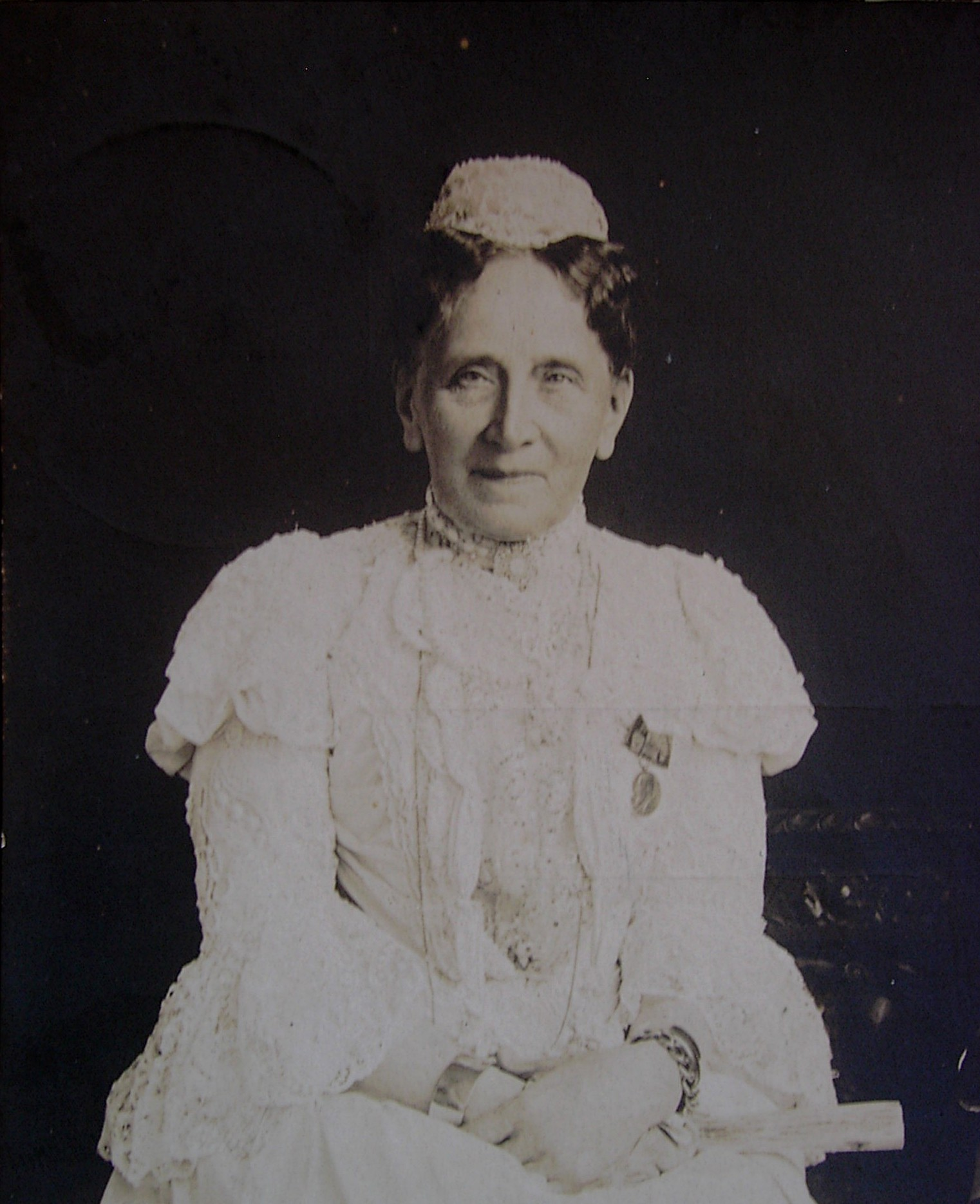
Luísa nos seus últimos anos de vida

Em dois anos, três dos familiares mais próximos de Luísa morreram: o pai, o irmão e a mãe. A sua cunhada Vitória teve pena dela e convenceu a sua sua mãe, a rainha Vitória, a investir-lhe a Real Ordem de Vitória e Alberto, primeira classe.
O seu marido Frederico morreu a 28 de setembro de 1907 e foi sucedido pelo filho mais velho do casal que se tornou no grão-duque Frederico II de Baden. Nesse mesmo ano, a sua filha Vitória tornou-se rainha-consorte da Suécia.
Luísa, agora grã-duquesa viúva de Baden, viveu o suficiente para ver o ducado ser absorvido pelo novo estado da Alemanha depois da Revolução de 1918-19 que aconteceu no final da Primeira Guerra Mundial. Na altura da revolução, a sua filha, a rainha Vitória da Suécia, estava a visitá-la. Após a abdicação do imperador alemão, os protestos espalharam-se até Karlsruhe a 11 de novembro. O filho de um dos membros da corte liderou um grupo de soldados até à fachada principal do palácio, seguidos de uma grande multidão de pessoas e foram disparados alguns tiros. Luísa, bem como o resto da família, deixaram o palácio pelas traseiras e foram para o palácio de Zwingenberg no vale do Neckar. O novo governo deu-lhes autorização para viver no Palácio de Langenstein que pertencia a um conde sueco. Durante estes acontecimentos, Luísa manteve a calma e nunca se queixou. O governo ordenou que a antiga família ducal fosse protegida e que o Langenstein não fosse obrigado a receber soldados retornados da guerra devido à filha de Luísa, a rainha da Suécia, uma vez que a Alemanha não desejava ofender o país. Em 1919, a família pediu permissão ao governo para morar em Mainau e foi-lhes dito que agora, como eram cidadãos privados, podiam viver onde quisessem.
Luísa viveu o resto da vida em Baden-Baden, onde morreu em 1924.

## Títulos, estilos e honras
- 3 de dezembro de 1838 – 20 de setembro de 1856: Sua Alteza Real a Princesa Luísa da Prússia
- 20 de setembro de 1856 – 28 de setembro de 1907: Sua Alteza Real a Grã-Duquesa de Baden
- 28 de setembro de 1907 – 23 de abril de 1923: Sua Alteza Real a Grã-Duquesa Viúva de Baden

### Honras
- Dama da Ordem de Luísa
- Dama da Primeira Classe da Real Ordem de Vitória e Alberto
- 802.° Dama da Ordem das Damas Nobres de Espanha
- Coronel honorário do 4.° Grenadier Guards